# 藤原章生
藤原 章生（ふじわら あきお、1961年4月27日 ‐ ）は、日本の記者、ノンフィクション作家。

## 経歴
1961年、福島県常磐市（現・いわき市）生まれ。東京都育ち。東京都立上野高等学校を経て、北海道大学工学部資源開発工学科を卒業後、住友金属鉱山に入社。
1989年、毎日新聞社に入社、記者に転じる。長野支局を経て1992年より外信部。ヨハネスブルグ特派員（1995‐2001年）、メキシコシティ支局長（2002‐2006年）。メキシコシティ支局長時代の2005年に、アフリカを舞台にした短編集『絵はがきにされた少年』（『遠い地平』を改題）で、第3回集英社開高健ノンフィクション賞を受賞。2008年3月からローマ支局長。2012年4月から本社夕刊編集部を経て、2013年4月から郡山支局長。2014年4月から本社編集委員（地方部兼デジタル報道センター）。2021年3月定年退職。同年から契約記者。
主な著書に『絵はがきにされた少年』（集英社、2005年）、『ガルシア＝マルケスに葬られた女』(集英社、2007年)、『ギリシャ危機の真実 ルポ「破綻」国家を行く』(毎日新聞社、2010年)、『資本主義の「終わりのはじまり」』(新潮選書、2012年)、『湯川博士、原爆投下を知っていたのですか』（新潮社、2015年）、『新版 絵はがきにされた少年』（柏艪舎、2020年）、『ぶらっとヒマラヤ』（毎日新聞出版、2021年）、『酔いどれクライマー永田東一郎物語　80年代ある東大生の輝き』（山と溪谷社、2023年）、『差別の教室』（集英社新書、2023年）。
毎日新聞社のウェブサイトでは、『特集ワイド』面の掲載記事のアーカイブや、連載『大衆作家・ガルシア＝マルケス』『藤原章生のぶらっとヒマラヤ』『酔いどれクライマー永田東一郎伝』『イマジン〜チリの息子と考えた』が公開されている。
また「WEDGE Infinity」では「コラムの時代の愛―辺境の声―」、社会福祉法人東京ヘレン・ケラー協会発行の点字月刊誌「点字ジャーナル」ではコラム「自分が変わること」を連載している。
2014年から、毎日新聞（朝刊2面）の大型企画「戦後70年」で、『原子の森、深く』を連載。広島原爆で生死のふちをさまよい、湯川秀樹の下で理論物理を学んだ森一久は、戦後、ジャーナリストとして「実名」「筆名」「匿名」3本の筆を使い分けながら原子力問題を追い、30歳で自ら原子力の世界に入ってゆく。晩年は「原子力村のドン」と呼ばれた男の生涯に迫った評伝。第1部「広島の謎」（2014年9月23日‐10月29日）、第2部「孤高の闘い」（2015年2月5日‐3月7日、全25回）、第3部「湯川博士の影」（2015年5月19日‐6月20日、全25回）で完結。

## 注目された報道

### ピューリッツァー賞『ハゲワシと少女』が撮影された背景についての指摘
南アフリカ共和国の報道写真家ケビン・カーターが、内戦と干ばつで飢饉にあえぐスーダンで撮影し（1993年）、1994年にピューリッツァー賞を受賞した写真『ハゲワシと少女』に興味を持ち、1997年から取材をはじめる。その内容を綴った短編が「あるカメラマンの死」というタイトルで『絵はがきにされた少年』（集英社、2005年）に収録されている。
「あるカメラマンの死」で、藤原は写真が撮影された現場でカーターのすぐそばにいたカメラマンのジョアオ・シルバにインタビューし、その際シルバが撮影した、目をふさいでいる少女の写真を見せられる。シルバの写真に写るやせ細った少女は、『ハゲワシと少女』の少女に似てはいるが別人で、少女たちの親は食糧配給を受けているところだったという。その時の様子について、シルバから「親？　親はすぐそばで食糧もらうのにもう必死だよ。だから手がふさがってるから、子供をほんのちょっと、ポン、ポンとそこに置いて」「ケビンが撮った子も同じ。母親がそばにいて、ポンと地面にちょっと子供を置いたんだ。そのとき、たまたま、神様がケビンに微笑んだんだ。撮ってたら、その子の後ろにハゲワシがすーっと降りてきたんだ、あいつの目の前に」という証言を引き出している。

『ハゲワシと少女』の写真には、なぜハゲワシに狙われている飢餓の少女を救わなかったのかという人道的立場から、批判の声も寄せられ、ピューリッツァー賞受賞直後に自殺したケビン・カーターについて、米国の雑誌『タイム』や『ニューズウィーク』がその背景をまとめている。藤原はそれらについて、次のように指摘。
“自殺したカメラマンの繊細さ、戦場報道でこわれていく心の軌跡を、あまりに「できすぎた物語」として描いている。”—藤原章生、「あるカメラマンの死」
また、四国で少女が土佐犬に噛み殺された事故を引き合いに、アフリカを日本に伝える者として、悲劇のイメージばかりを送り出すことに違和感を持っているとも書いている。
“それは、とても不幸な不慮の事故と言えるが、それ以上のはっきりとしたメッセージはない。なぜなら、現場が日本だからだ。だが、このハゲワシの前に突っ伏した少女は、アフリカでも特に肌の色が濃いスーダンの女の子だ。それだけで世界に配信される写真には、アフリカ、戦場というキーワードがついてまわり、すぐさま政治的な意味が加わる。”—藤原章生、「あるカメラマンの死」
『ハゲワシと少女』が撮影された背景についての藤原の指摘は『タイム』などのメディアで取り上げられている。

### イラク戦争とバビロン州ヒッラの遺族
2003年3月31日、イラク戦争を始めた米政府をワシントンで取材していた折、米軍のクラスター爆弾で即死した乳児の遺体写真に衝撃を受け、同年9月にイラク入りした際、バビロン州の町ヒッラでその遺族を突き止めた。ロイター通信などの配信で世界中のメディアが大きく掲載した写真だったが、身元は不明なままで、遺族も藤原の訪問まで写真撮影の事実を知らなかった。乳児の名はヤコブで、兄姉５人も空襲から逃走中、同時に犠牲となり、重傷を負った父アブドゥル（当時47歳）と母アリアが生存していた。藤原は一連の事実を同年9月の毎日新聞連載「バビロンの“楽園”」などで報じた。

### ガブリエル・ガルシア＝マルケス『予告された殺人の記録』のモデルを巡って
2007年刊行の『ガルシア＝マルケスに葬られた女』（集英社）では、コロンビア出身のノーベル賞作家ガブリエル・ガルシア＝マルケスが代表作『予告された殺人の記録』でモデルにした女性、マルガリータ・チーカの実像に迫り、マルガリータ・チーカが死の直前、自分を捨てた元夫を許したこと、ガルシア＝マルケスが病床に何度も電話をしてきたが、それに応えなかったことを新たな事実として伝えている。

ラテン・アメリカ文学研究科で翻訳家の野谷文昭は『予告された殺人の記録・十二の遍歴の物語』（ガブリエル・ガルシア＝マルケス 著、野谷文昭 翻訳、旦 敬介 翻訳、新潮社、2008年）の「解説」で、『予告された殺人の記録』の理解にはマルケスの一族の家族関係が重要で、それを知る3著として、マルケスの弟、エリヒオが書いた『サンティアゴ・ナサールの第三の死――記録の記録』、シルビア・ガルビス著『ガルシア＝マルケス一族』と共に、藤原による『ガルシア＝マルケスに葬られた女』を挙げ、その理由を次のように書いている。
“事件の中心人物にインタビューを行い、とりわけヒロイン、アンヘラ・ビカリオのモデルになったマルガリータ・チーカに焦点を合わせて書いている。藤原は『予告された殺人の記録』が出版されたことにより彼女が再びスキャンダルに巻き込まれたことを伝え、作家の倫理の問題にしているのだが、それはこの小説の実話性と同時にリアリティの強度を示しているとも言えるのではないだろうか。”—野谷文昭、2008年、新潮社、『予告された殺人の記録・十二の遍歴の物語』「解説」より
また、野谷はマルケスが土地の隠語を多用させているくだりで、“著者が披露している例に、＜鶏冠のスープ＞というのがある。これはおそらく架空の料理と思われる。著者によれば＜鶏冠＞は隠語で処女膜を意味するという”と藤原の指摘を紹介している。

## 自民党からのクレーム
2014年12月、衆議院総選挙の取材の応援で秋田に入り、12月19日付の毎日新聞秋田版の署名記事で「テカテカ光った自民党県連の幹部、オヤジたちの顔だ。当選が決まり、『ありがとう』と言ってはバンザイをし、カメラの前に居並び、乾杯までしている。めでたい、うれしいという無邪気さはどこから来るのか」と記述したが、当該記事に添付された写真には穂積志秋田市長、保守系市議会議員、後援会長らが写っていたのみで、自民党秋田県連の幹部は写っていなかった。
自民党県連はこの記事を含む計７カ所の事実関係について根拠を文書で回答するよう求め、表現について抗議。毎日新聞は2015年1月10日付の秋田版で「『自民党県連の幹部』が『カメラの前に居並び、乾杯までしている』と記し、写真を掲載しましたが、『自民党県連の幹部』はいませんでした。おわびして訂正します」と謝罪・訂正し、ニュースサイトから当該記事を1月9日夜に削除した。
毎日新聞の第三者機関「『開かれた新聞』委員会」での審議において、「テカテカ光った」という表現について「身体的特徴や生理現象についての描写に悪意を感じる」「悪意があると思われても仕方のない部分が散見される」との指摘を受けた。
2015年2月19日、毎日新聞秋田版と福島版にあらためてお詫びが掲載され、「思い込みが強く、悪意とも取れる表現もあり、礼を失する点がありました」と謝罪した。

## 受賞歴
- 『絵はがきにされた少年』（集英社、2005年）第3回開高健ノンフィクション賞

## 著書
- 『差別の教室』（2023年、集英社新書）
- 『酔いどれクライマー永田東一郎物語　80年代ある東大生の輝き』（2023年、山と溪谷社）
- 『ぶらっとヒマラヤ』（2021年、毎日新聞出版）
- 『湯川博士、原爆投下を知っていたのですか』（2015年、新潮社）
- 『世界はフラットにもの悲しくて 特派員ノート 1992-2014』（2014年、テン・ブックス）
- 『資本主義の「終わりの始まり」』（2013年、新潮選書）

- 『ギリシャ危機の真実 ルポ「破綻」国家を行く』（2010年、毎日新聞社）
- 『翻弄者』（2009年、集英社）
- 『ガルシア・マルケスに葬られた女』（2007年、集英社）

- 『絵はがきにされた少年』（2005年、集英社、2020年に柏櫓舎から新版）

## 共著
- 『世界はいまどう動いているか』（2003年、岩波ジュニア新書）